# Командний кубок світу зі спідвею
Командний Кубок Світу зі спідвею (ang. Speedway World Cup)- серія змагань зі спідвею, що організовуються під патронатом Міжнародної федерації мотоциклетного спорту в 2001–2017 роках, як продовження командного чемпіонату  світу зі спідвею (ang. Speedway World Team Cup), а також кожні три роки, починаючи з 2023 року. Конкурс має на меті визначити найкращу збірну світу.
Фінальний турнір проходить протягом одного тижня, і переможець отримує  кубок. Уве Фундіна.
Чемпіонат світу проходив з 2018 по 2022 роки під назвою Speedway of Nations. Національні збірні змагалися парами, але переможці отримували звання командних чемпіонів світу , як і переможці ККС попередніх років  .
У 2020 році було оголошено, що командний Кубок Світу буде знову організовуватися кожні три роки з 2023, а в інші роки проводитиметься Speedway of Nations.

## Історія
Правила командного чемпіонату світу, запровадженого в 2001 році, змінюються майже щороку.

### 2001–2003 роки
У 2001 році 16 національних команд зареєструвалися для участі в першому ККС. Змагання поділялися на два етапи: кваліфікацію та фінальну частину, яка проходила протягом одного тижня за кубковою системою, повністю на території однієї країни (на зразок чемпіонату світу з футболу ). У фіналі взяли участь 12 команд (8 сіяних + 4 від кваліфікаційних раундів), поділені на 3 групи по 4 команди в кожній, переможці яких виходили безпосередньо до гранд-фіналу. Команди, що посіли другі місця, і дві найкращі команди, які посіли треті місця, виходили до плей-офф. Дві найкращі команди плей-офф брали участь у гранд-фіналі. У гранд-фіналі за медалі боролися п’ять команд. Усі команди  складалися з 5 гонщиків. Для кожного турніру певній команді призначався фіксований колір шолома, який діяв для її представників протягом усіх заїздів: червоний, синій, білий або жовтий. Бігова таблиця складалася з 25 заїздів, у яких кожен учасник зустрічався один раз з кожним представником команд-суперників. У плей-офф і гранд-фіналі в одному заїзді змагалися по 5 учасників (п’ята команда була в зелених шоломах). Якщо одна з команд відставала від команди-лідера на 6 очок у випадку змагання з чотирьох збірних або на 8 очок у змаганнях із п’яти збірних, вона мала право використовувати тактичний резерв – будь-якого учасника, який стартує у даному заїзді відповідно до таблиці може бути замінений будь-яяким іншим гонщиком,  за умови, що він може бути використаний як такий резерв лише один раз. У разі втрати 6 очок (8 в турнірах з 5 командами) також можна було використовувати золотий тактичний резерв (так званий Джокер) . Кожна команда мала таку можливість лише один раз на турнірі. Джокер не мусив бути використаний як заміна іншого гравця. Учасник, який повинен почати заїзд згідно з розкладом у програмі змагань, також може їхати як Джокер. Очки, набрані Джокером, були зараховані двічі, і після того гонщик який був "Джокером"  не мій виїхати як тактичний резерв. У 2002 році на ККС виступило 14 команд. Саме тоді система змагань була трохи змінена. Цього разу гарантовану участь у фіналі мали 10 команд з минулого року, а боротьба за решту 2 місця проходила у відбірковому турі. У 2003 році система змагань не змінилася, у чемпіонаті взяли участь 15 збірних.

### 2004–2012 роки
Перші значні зміни в системі змагань ККС відбулися в 2004 році. У змаганнях взяли участь 14 збірних . Замість 12 команд тепер у фіналі було 8 команд (6 найкращих з ККС 2003 + 2 з кваліфікаційних раундів). Також скасували гонки де брали участь 5 команд  через велику кількість аварій на трасі. Фіналісти були поділені на 2 групи по 4 команди. Переможці цих груп напряму виходили до гранд-фіналу, а команди, що посіли другі та треті місця, змагалися у плей-офф за два місця, що залишилися у фіналі. У наступних сезонах ці правила не змінювалися, але з 2005 року весь фінальний турнір більше не проводився на території однієї країни, зберігаючи тижневий розклад змагань. Тоді групові гонки проходили в Швеції та Англії, а плей-оф і гранд-фінал — у Польщі . У 2006 році півфінали проходили в Польщі та Швеції, а вирішальні змагання – у Великій Британії. У 2007 році півфіналісти змагалися в Данії та Великобританії,  а боролися за медалі у Польщі. У цьому сезоні в регламент внесено невеликі зміни - вперше в історії Чемпіонатів зі спідвею можна було додати в команду резервного гонщика, але він міг виїхати на трасу тільки в тому випадку, якщо один з інших гонщиків даної команди не зміг продовжити змагання. Через численні зловживання цим правилом наступного року воно було скасовано. У 2008 році півфінали проходили в Польщі та Англії, а гранд-фінал – у Данії . У свою чергу, в 2009 році ситуація була такою ж, як і в 2007 році, з тією різницею, що англійський півфінал проходив у Пітерборо, а не в Ковентрі . У 2010 році збірна Польщі вперше виграла золоту медаль на Чемпіонаті світу за кордоном – вона зробила це у Военсі, Данія, та перемогла команду-господарів, Швецію та Велику Британію. У 2011 році півфінали проходили в Кінгс-Лінн, Англія, та Воєнс, Данія. Польща та Данія вийшли у фінал автоматично,  у якому Польща втретє поспіль стала найкращою, ставши першою і поки що єдиною командою в історії ККС, яка досягла цього. 

### 2012–2017 роки
З сезону 2012 командний чемпіонат світу проходив за новими правилами. Відтепер за трофей Уве Фундіна у фінальному турнірі змагалися 9 команд, а не 8, як було в попередні роки. Господарю плей-офф і фіналу гарантували вихід у гранд-фінал турніру (у 2012 році це була збірна Швеції), а крім них до гранд-фіналу потрапляли переможці півфіналів і найкраща команда плей-офф (а не дві найкращі, як раніше) вони й боролися за звання найкращої команди світу. Крім того, розмір кожної команди було зменшено до 4 гравців без замін. Також змінився формат гонок – кількість заїздів зменшено з 25 до 20ю

## Збірні які брали участь
Легенда
- - першість
- - друге місце
- - третє місце
- 4–12 – місця 4–12
- • – не пройшов до основного турніру
- •• – зареєструвався на турнір, але не брав участі або знявся з турніру
- ••• – кваліфікувався до основної частини турніру, але не брав участі або знявся з турніру
- – – не брав участі
- – – заборона на участь
- – господарі фіналу та плей-оф

| Фіналісти       | 2001 (5/12) | 2002 (5/12) | 2003 (5/12) | 2004 (4/8) | 2005 (4/8) | 2006 (4/8) | 2007 (4/8) | 2008 (4/8) | 2009 (4/8) | 2010 (4/8) | 2011 (4/8) | 2012 (4/9) | 2013 (4/9) | 2014 (4/9) | 2015 (4/9) | 2016 (4/9) | 2017 (4/9) | 2023 (4/9) |
| --------------- | ----------- | ----------- | ----------- | ---------- | ---------- | ---------- | ---------- | ---------- | ---------- | ---------- | ---------- | ---------- | ---------- | ---------- | ---------- | ---------- | ---------- | ---------- |
| Австралія       | Gold        | Gold        | Silver      | 5          | 5          | 4          | Bronze     | 4          | Silver     | 5          | Silver     | Silver     | Bronze     | Bronze     | 4          | 4          | 5          | 4          |
| Чехія           | 7           | 5           | 6           | 6          | 6          | 8          | •          | 7          | 8          | 8          | 7          | 7          | 4          | 7          | 8          | 8          | 9          | 7          |
| Данія           | 4           | Silver      | Bronze      | Bronze     | Bronze     | Gold       | Silver     | Gold       | 6          | Silver     | 4          | Gold       | Silver     | Gold       | Silver     | 5          | 8          | Bronze     |
| Польща          | Silver      | 4           | 4           | 4          | Gold       | 5          | Gold       | Silver     | Gold       | Gold       | Gold       | 5          | Gold       | Silver     | Bronze     | Gold       | Gold       | Gold       |
| Росія           | 8           | 9           | 8           | •          | 7          | •          | 6          | 6          | 4          | 6          | 5          | Bronze     | 9          | •          | 7          | 6          | Bronze     | –          |
| США             | 5           | 6           | –           | –          | •          | 6          | 7          | •          | •          | •          | •          | 8          | 5          | 6          | 6          | 7          | 7          | •          |
| Швеція          | Bronze      | Bronze      | Gold        | Gold       | Silver     | Silver     | 5          | Bronze     | Bronze     | Bronze     | Bronze     | 4          | 8          | 5          | Gold       | Bronze     | Silver     | 5          |
| Велика Британія | 6           | 7           | 5           | Silver     | 4          | Bronze     | 4          | 5          | 5          | 4          | 6          | 6          | 7          | 4          | 5          | Silver     | 4          | Silver     |
| Пів-фіналісти   | 2001 (5/12) | 2002 (5/12) | 2003 (5/12) | 2004 (4/8) | 2005 (4/8) | 2006 (4/8) | 2007 (4/8) | 2008 (4/8) | 2009 (4/8) | 2010 (4/8) | 2011 (4/8) | 2012 (4/9) | 2013 (4/9) | 2014 (4/9) | 2015 (4/9) | 2016 (4/9) | 2017 (4/9) | 2023 (4/9) |
| Фінляндія       | 9           | 8           | 7           | •          | –          | 7          | 8          | •          | •          | 7          | •          | •          | –          | –          | –          | –          | –          | 9          |
| Франція         | –           | –           | –           | –          | •          | –          | –          | –          | –          | –          | –          | •          | •          | –          | –          | –          | •          | 6          |
| Латвія          | •           | •           | •••         | •          | •          | •          | •          | •          | •          | •          | •          | •          | 6          | 8          | 9          | •          | 6          | •          |
| Німеччина       | 11          | 12          | 10          | •          | 8          | •          | •          | •          | •          | •          | 8          | 9          | •          | •          | •          | 9          | •          | 8          |
| Словенія        | 12          | 11          | 9           | •          | •          | •          | •          | •          | 7          | •          | •          | •          | •          | •          | •          | •          | –          | •          |
| Угорщина        | 10          | 10          | 11          | 8          | •          | •          | •          | 8          | •          | –          | –          | –          | •          | –          | –          | –          | –          | –          |
| Італія          | •           | –           | 12          | 7          | •          | •          | •          | •          | •          | •          | •          | •          | •          | 9          | •          | •          | •          | •          |
| Інші            | 2001 (5/12) | 2002 (5/12) | 2003 (5/12) | 2004 (4/8) | 2005 (4/8) | 2006 (4/8) | 2007 (4/8) | 2008 (4/8) | 2009 (4/8) | 2010 (4/8) | 2011 (4/8) | 2012 (4/9) | 2013 (4/9) | 2014 (4/9) | 2015 (4/9) | 2016 (4/9) | 2017 (4/9) | 2023 (4/9) |
| Австрія         | –           | •           | •           | •          | –          | –          | –          | –          | –          | –          | –          | –          | –          | –          | –          | –          | –          | –          |
| Норвегія        | •           | –           | –           | –          | –          | –          | –          | –          | –          | •          | –          | –          | –          | –          | –          | –          | –          | •          |
| Словаччина      | –           | –           | –           | –          | –          | –          | –          | –          | –          | –          | –          | –          | –          | –          | –          | –          | –          | ••         |
| Україна         | •           | –           | –           | –          | –          | –          | –          | –          | –          | –          | •          | •          | •          | –          | –          | –          | –          | •          |

## Виноски
1. ↑  FIM Speedway of Nations (PDF). pzm.pl (англ.).
2. ↑  FIM Speedway World Cup (PDF). pzm.pl (англ.).